# Sjarhej Pustabajeu
Sjarhej Wjatschaslawawitsch Pustabajeu (belarussisch Сяргей Вячаслававіч Пустабаеў; * 16. April 1996) ist ein belarussischer Leichtathlet, der sich auf den Sprint spezialisiert hat.

## Sportliche Laufbahn
Bisher konnte sich Sjarhej Pustabajeu noch für keine internationalen Meisterschaften qualifizieren, vertrat sein Land aber 2015 bei der Team-Europameisterschaft in Tscheboksary. Bei den World Athletics Relays 2021 im polnischen Chorzów verpasste er mit 40,01 s den Finaleinzug mit der belarussischen 4-mal-100-Meter-Staffel.
2020 wurde Pustabajeu belarussischer Meister im 200-Meter-Lauf und siegte in den Jahren 2014, 2016, 2017 und 2019 mit der 4-mal-400-Meter-Staffel seines Vereins. Zudem wurde er 2021 und 2022 Hallenmeister über 200 Meister.

## Persönliche Bestleistungen
- 100 Meter: 10,67 s (+0,1 m/s), 25. Juni 2021 in Minsk
  - 60 Meter (Halle): 6,82 s, 25. Februar 2022 in Mahiljou
- 200 Meter: 21,21 s (−1,0 m/s), 26. Juni 2021 in Minsk
  - 200 Meter (Halle): 21,55 s, 26. Februar 2022 in Mahiljou